# Roland May (Regisseur)
Roland May (* 1960 in Hamburg) ist ein deutscher Filmregisseur und Autor.

## Leben
Roland May studierte an der Freien Universität Berlin Publizistik, Film- und Theaterwissenschaft sowie Lateinamerikanistik.
Bereits während seines Studiums arbeitete er für den Berliner Radiosender RIAS. Anfang der 1990er Jahre war er als Redakteur bei n-tv, im Anschluss bei RTL beschäftigt. Seit 1995 ist er als freier Autor, Regisseur und TV-Producer im Fernsehen sowie in der Werbebranche tätig.

## Wissenswertes
Roland May darf nicht verwechselt werden mit dem gleichnamigen Schauspieler und Theaterregisseur.

## Filmografie (Auswahl)
- 1988: Swing gegen Gleichschritt (Dokumentation, WDR)
- 1991: KGB – Zwei Spione eine Freundschaft (Dokumentation, MDR)
- 1992: Die Todestänzer von Rio (Reportage, SAT.1)
- 1997: Shanghai brennt! (Dokumentation, arte)
- 1998–2000: Legenden (Doku-Reihe):
  - Curd Jürgens (1998, ARD)
  - Soraya (1998)
  - Roy Black (2000, SWR)
- 2002: Das Gewissen der Welt (2-teilige Dokumentation, ZDF)
- 2004: Damals in der DDR – Neubeginn auf Russisch (Co-Regie bei einer Folge einer Doku-Reihe)
- 2004–2007: Die großen Kriminalfälle (Doku-Drama-Reihe):
  - 1. Die Schlecker-Entführer (2004)
  - 2. Bernhard Kimmel – Al Capone von der Pfalz (2006)
  - 3. Dagobert – Der Kaufhauserpresser (2007)
- 2007: Die Bagdad-Bahn (2-teiliges Doku-Drama)
- 2007: Grenzenlose Liebe – Und plötzlich war die Mauer da (Doku-Drama)
- 2010: 1000 kleine Revolutionen (Dokumentation)
- 2010: Detroit – Zwischen Utopie und Untergang (Dokumentation)
- 2010: Deckname Annett – Im Netz der Stasi (Doku-Drama)
- 2013: Berlin2Shanghai (5-teilige Doku-Reihe)
- 2016: The Great Arab Revolt (3-teiliges Doku-Drama)
- 2017: Hexenjagd (Doku-Drama, SWR)
- 2018: Bühnenzauber – Hinter den Kulissen der Berliner Staatsoper (Doku, ZDF)
- 2019: Ein Flughafen am Ende der Welt (Doku, ZDF, ZDF info)
- 2020: Die Pyrenäen - Bären und Influencer (arte, SWR)
- 2020: Corona - Schock und Zeitenwende (Dokumentarfilm, 3sat)
- 2020: Terra X - Das Trojanische Pferd. Auf der Spur eines Mythos (Doku, ZDF)
- 2021: Die letzte Spur - Die Cold Case Ermittler (VOX)
- 2022: Zeitenwende - Der Krieg und die Pandemie (Dokumentarfilm, 3sat)

## Auszeichnungen
- 2010: Friedrich-Vogel-Preis für Wirtschaftsjournalismus für: Detroit – Zwischen Utopie und Untergang[1]
- 2008: Nominierung für den Prix Europa für: Grenzenlose Liebe[1]
- 2005: Adolf-Grimme-Preis für: Damals in der DDR[3]